# Химки
Хи́мки — город в Московской области России, один из крупнейших городов-спутников Москвы. Население — 256 684 жителей (2024). Химки — часть Московской агломерации.
Город областного подчинения, административный центр городского округа Химки. В 1940—1960 и 1965—2005 годах был центром Химкинского района.
Химки — третий по населению подмосковный город после Балашихи (530 311 чел.) и Подольска (312 911 человек). Второй город Московской области по площади территории после Домодедова.

## География
Ближайшие города: Долгопрудный, Лобня, Москва (Зеленоградский, Северо-Западный и Северный административные округа Москвы). Граничит с Дмитровским и Левобережным районами, районами Ховрино, Северное Тушино, Савёлки города Москвы.
Через город проходит Ленинградское шоссе. В городе располагается аэропорт Шереметьево.
Расположен на берегу канала имени Москвы.
По территории города и городского округа протекают реки Химка, Сходня, Горетовка, река Клязьма. Помимо канала имени Москвы, в Химки заходят воды Химкинского и Клязьминского водохранилищ.

### Этимология
Название город получил от реки Химка, на которой было основано предшествовавшее городу поселение. Окончательное происхождение и значение названия реки пока не выяснено. В древности, в XVI—XVII вв употреблялась форма Хинска, Хынска. — Хинка, у отдельных селений — Хилка (верховье) и Выходная (низовье). Форма «Химка» окончательно установилась только в XIX веке. Форму «хинька» можно связать с апеллятивом хинь — «чепуха, пустяки, вздор» (Даль, IV): русское диалектное (рязанское) «хинью» — «бесполезно, впустую». Это значит, что «Хинка» — незначительная речка. Со временем слово «хинь» стало малоупотребительным, а позднее перестало использоваться вообще и стало восприниматься как непонятное. Смысловая его связь с названием «Хинка» утратилась, и оно было переосмыслено, возможно, под влиянием входившего в употребление слова «химия». Не исключено и балтийское происхождение гидронима (лит. kiminas «сфагнум»), либо от мужского имени Химка — просторечной формы имени Ефим (Фимка). Также название связывают с понятием Хилка — верхний путь (выход), так как предполагается, что по Химке проходил торговый путь (возможно, что по Сходне (Всходне) «всходили» к водоразделу с Клязьмой, а по Хилке — спускались от него). Согласно данным XIX века, в Химке водились щуки, окуни, плотва, голавли. В жару река почти пересыхала и при ширине в 2 сажени (4 м) глубину имела в 3 вершка (ок. 13 см). В настоящее время по большей части бывшего русла реки Химки проходит канал им. Москвы. Верховья реки Химки сохранились в районе бывшей деревни Лобаново.

### Часовой пояс
Химки находятся в часовом поясе, обозначаемом по международному стандарту как Moscow Time Zone (MSK). Смещение относительно Всемирного координированного времени UTC составляет +3:00 (MSK).

## Внутреннее деление
Территория, которая составляла город Химки до присоединения соседних населённых пунктов в 2004 году, пересекается Ленинградским шоссе и условно делится на две части: Старые и Новые Химки. В их составе выделяют «номерные» микрорайоны, а также жилые районы Лобаново, Юбилейный, Бутаково, Новобутаково и Новокуркино.
После включения в черту города Химки всех населённых пунктов Химкинского района, в 2005 году в составе города были образованы 7 новых микрорайонов, некоторые из которых разделены на кварталы (при этом согласно уставу городского округа (в первоначальной его редакции) выделялись 9 внутригородских территорий):
- микрорайон Сходня[7] (внутригородская территория «Сходня»[8])
  1. квартал «Саврасово»[10]
  2. квартал «Морщихино»[10]
  3. квартал «Усково»[10]
  4. квартал «Красный Бор»[10]
  5. квартал «Манометр»[10]
  6. квартал «Удачное»[11]
- микрорайон Подрезково[7] (внутригородская территория «Подрезково»[8])
  1. квартал «Форелевое хозяйство» (бывшая территория подсобного хозяйства «Сходня»)[12]
  2. квартал «Филино»[12]
  3. квартал «Первомайский» (бывший посёлок Спартак, территория Первомайский)[12]
  4. квартал «Кирилловка»[12]
  5. квартал «Черкизово»[13]
- микрорайон Клязьма-Старбеево[7][14] (внутригородские территории «Клязьма» и «Старбеево»[8])
  1. квартал «Международный»[15]
  2. квартал «Ивакино»[15]
  3. квартал «Старбеево»[15]
  4. квартал «Клязьма»[15]
  5. квартал «Трахонеево»[15]
  6. квартал «Свистуха»[15]
  7. квартал «Вашутино»[15]Вечерние Химки
  8. квартал «Терехово»[15]
  9. квартал «Яковлево»[15]
- микрорайон Фирсановка[7] (внутригородская территория «Фирсановка»[8])
- микрорайон Новогорск[7] (внутригородская территория «Новогорск»[8])
- микрорайон Планерная[7] (внутригородская территория «Планерная»[8])
- микрорайон Левобережный[7] (внутригородская территория «Левобережная»[8])
- также выделяется транспортная зона Шереметьево[9] (внутригородская территория «транспортная зона Шереметьево»[8])[16].

## История

### Предыстория
Существовал стан (остановка) Химка на тракте Санкт-Петербург — Москва (714 вёрст от СПб. и 14 от М., и позднее деревня Химки — станция Петербургского шоссе, но она лежала несколько южнее современных Химок, напротив Алёшкина, в районе современного завода «КиН» (ныне часть района Москвы Левобережный, район массовой жилищной застройки Химки-Ховрино, близ Прибрежного проезда).
В 1812 году в деревне Химки расположился французский авангард корпуса Эжена Богарне, атакованный в ночь на 15 сентября отрядом генерала В. Д. Иловайского. С 1830-х годов район Химок стал популярным дачным местом. В 1859 году число её жителей обоего пола составляло 154 при 28 дворах.
А на территории современных Химок ранее располагались сёла Куркино (до 1704 года — Патриаршье село), Козлово, Козмодемьянское (в конце XVI века вотчина Бориса Годунова), Киреево, деревня Красные Горки и многие другие.

### Станция Химская
Начало городу было положено 1 (13) ноября 1851 года, когда была открыта станция Петербургско-Московской железной дороги Химская (ныне станция Химки), а при ней возник пристанционный посёлок. Поезда стояли на Химской 10 минут. Станция, на 18-й версте от Москвы, была первой от города; она была отнесена к 4-му классу, и по штату ей полагались один кассир, один начальник станции и его помощник и один жандарм. На станции были построены деревянные платформы, «гостиница» (вокзал), железнодорожная будка и жилой дом для железнодорожников (сохранился по адресу ул. Гоголя, д.5 — ныне в нём некоторые подразделения Химкинского УВД). Возле пассажирского дома располагалась палатка-буфет, увенчанная золотым гребешком. Вокруг этих построек до самого Петербургского шоссе стояла густая дубовая роща (см. «Путешествие из Петербурга в Москву»). В 1869 году в посёлке Химская станция постоянно проживало 39 человек, главным образом железнодорожные рабочие и служащие. От станции к Петербургскому шоссе через лес была проведена дорога — Царская аллея (ныне Московская улица), к началу XX века замощённая булыжником. На юге станционный посёлок отделяла от села Космодемьянского лесистая пустошь Красная горка (по названию некогда бывшей здесь деревни) и овраг. С ростом станционного посёлка он соединился с Космодемьянским, главная улица которого — Кузьминка (ныне ул. Кирова) — обогнула овраг и дотянулась до станции. В 1860 году на двух дачах близ станции П. М. Третьяковым было открыто училище для глухонемых детей с 12 учениками, первым директором которого был назначен И. Б. Арнольд; в 1869 году училище получило название Арнольдовского.
В 1907 году станционный посёлок насчитывал уже 47 дворов. В посёлке построили почту, телеграф, частную аптеку (Клячко, на Царской аллее), две колониальные лавки, трактир, ресторан с кегельбаном. Общее население, с окрестными деревнями и дачами, составляло 1500 человек; летом население за счёт дачников составляло до 5 тыс. В соседних со станцией деревнях были школы: одноклассная церковно-приходская при церкви Косьмы и Дамиана в Космодемьянском, затем также трёхклассное земское училище в селении Кобылья Лужа (ныне улица Родионова).
С 1912 года открылось заведение для показа «туманных картинок». В Космодемьянском на берегу Химки, в усадьбе купца Патрикеева «Белые столбы» (по цвету столбов въездных ворот) архитектором Ф. О. Шехтелем был выстроен дом — блестящий образец архитектурного стиля модерн (после революции санаторий, затем больница № 1, ныне терапевтическое и эндокриннологическое отделения Химкинской центральной городской больницы (ХЦГБ)).

### Превращение в рабочий посёлок
До конца 1920-х годов Химки в целом сохраняли характер дачной местности. В 1923 году в посёлке постоянно проживало 1 805 человек, а в 1926 году уже 2 876, они насчитывали (после слияния с дачным посёлком Петропавловским) 359 домов. Были открыты школа, библиотека, клуб, амбулатория, появилась пожарная команда. Школу первой ступени открыл в 1919 году бывший дворянин Владимир Михайлович Болотов, отказавшись от государственного жалования. В 1928 году школа была преобразована в школу крестьянской молодёжи (ШКМ), Болотов был директором и преподавателем в школе; располагалась она там, где сейчас находится вход в парк им. Л. Н. Толстого.
С этого времени начинается промышленный рост Химок. В 1928 году была создана трикотажная артель, выросшая позднее в трикотажную бельевую фабрику. В связи с усилившимся строительством Никольский кирпичный завод стал работать круглый год, а не только сезон; с 1931 реконструирован. Тогда же была построена фабрика для изготовления мебели. Артель металлоизделий «Спартак» стала большим предприятием, и посёлок рабочих артели превратился в Спартаковскую улицу. Появились новые жилые посёлки: Лобановский, Чкаловский, Центральный, Грабаровский, Первомайский и Мебельный.
В 1932 году в Химках был основан авиационный ремонтный завод № 84 ГВФ.
С 1937 Химки получают статус рабочего посёлка в связи с началом сооружения в городе авиационного завода № 301 (ныне Научно-производственное объединение имени С. А. Лавочкина). По состоянию на 26 июня 1938 года посёлок насчитывал 21 тысячу человек.
В 1939 году на Московской улице были построены два первых многоэтажных каменных дома.

### Канал и посёлок Левобережный
После сооружения в 1932—1937 гг. канала Москва—Волга (ныне канал имени Москвы) в Химках создан Северный речной порт, на левом берегу канала неподалёку от деревни Киреево образован посёлок Левобережный (1936). Туда, на бывшую дачу фабриканта Прохорова, в 1936 году был переведён из Москвы основанный Н. К. Крупской в 1930 году Государственный библиотечный институт (с 1964 года — Московский государственный институт культуры). Поскольку же построенный в следующем году канал отрезал посёлок от станции Химки, по настоянию Н. К. Крупской была устроена платформа Левобережная.

### Город (1939)
Указом Верховного Совета СССР от 26 марта 1939 года был образован город Химки в составе рабочих посёлков Химки, Петровское, Лобаново, дачных посёлков Петропавловский и Николаевский. Новый город насчитывал 23,1 тыс. человек. В 1940 году Химки стали центром новообразованного Химкинского района.

### Великая Отечественная война (1941—1945)
Химки оказались ближайшим к Москве пунктом, до которого дошли немецкие войска. Существует легенда, что утром 16 октября 1941 года в Химках неожиданно появился отряд мотоциклистов, который захватил мост Ленинградского шоссе и был уничтожен то ли у самого моста, то ли у трамвайного поворотного круга на Соколе, то ли у водной станции «Динамо». Данные об этом долго скрывавшемся событии разнятся, тем более, что позже был и другой прорыв немецких частей к Химкам — нескольких танков, уничтоженных зенитной батареей на 23 км Ленинградского шоссе (на месте, где ныне стоит памятник «Ежи»). Согласно А. В. Исаеву, это были мотоциклисты 62-го сапёрного батальона армейского подчинения. Согласно историку Анатолию Хорькову, немецкая моторизованная разведка действительно выехала к мосту, но в бой не вступала и уничтожена не была, а, осмотрев местность, благополучно вернулась. По другим данным, наоборот, немецкая мотопехота была разбита следовавшей на фронт колонной танков. Согласно другим версиям, 16 октября немцы, сломив в Химках сопротивление наскоро собранных ополченцев из студентов, женщин и даже школьников, проехали до Сокола, но, не решившись въезжать в город, вернулись к мосту и заняли оборону до предполагаемого подхода основных сил, где и были уничтожены на следующий день стянутыми войсками. По некоторым данным, немцы были уничтожены у моста и водной станции «Динамо» Отдельной мотострелковой дивизией особого назначения НКВД СССР им. Ф. Э. Дзержинского (ОМСДОН) (17 танков и взвод мотоциклистов).
Для прорыва мотоциклистов называется и дата 30 ноября.
По словам Пауля Кареля, «Мотоциклетные дозоры 62-го танкового инженерного батальона, изначально действовавшего в составе 2 тд, но 30 ноября выдвинутого самим Гёпнером вперёд — перед головными частями 2 тд — для нанесения удара по железнодорожной станции Лобня и по району к югу от неё, помчались к цели на своих мотоциклах и, не встречая противодействия, вышли к Химкам (…) в восьми километрах от окраины Москвы. Нагнав страха и вызвав панику среди местного населения, мотоциклисты повернули назад. Эти мотоциклисты и сапёры корпуса подобрались к ставке Сталина ближе всех». Уильям Ширер излагает следующий эпизод: «2 декабря разведывательный батальон 258-й пехотной дивизии проник в Химки, пригород Москвы, откуда были видны шпили кремлёвских башен; однако на следующее утро батальон был оттеснён из Химок несколькими русскими танками и разношёрстным отрядом наскоро мобилизованных рабочих города.». Возможно, у Ширера путаница с датами, возникшая из-за того, что 2 декабря был совершён последний порыв немцев под Москвой, обросший легендами. Но это произошло на участке 5-й армии, то есть под Звенигородом.
Мост простоял до 1980 года, когда был разобран (несмотря на неоднократные протесты граждан, и, в особенности, ветеранов войны), однако не уничтожен, а сплавлен ниже по течению. Теперь он стоит на Рязанском шоссе у села Чулково под городом Жуковским.
Согласно решению ГКО от 17 октября в Химках начала спешно возводиться «Дополнительная линия обороны» по рекам Клязьме и Сходне. В конце ноября в это направление прикрывала формировавшаяся 20-я армия во главе с генералом А. А. Власовым, штаб которого находился тут же, по адресу Ленинградское шоссе, 16. 5 декабря 20-я армия успешно перешла в контрнаступление и освободила Лобню; однако ввиду личности командующего военная история Химок замалчивалась на протяжении всей советской эпохи. В настоящее время на месте, где находился штаб армии, открыта мемориальная доска.
В декабре 1941 года был полностью эвакуирован в Ташкент авиационный ремонтный завод № 84 ГВФ.

### Послевоенные годы
В 1950-е годы Химки стали одним из важнейших центров советской ракетно-космической отрасли. В городе располагались главные предприятия нескольких научно-производственных объединений оборонного назначения. В их числе КБ «Энергомаш», обеспечивавшее разработку ракетных двигателей межконтинентальных баллистических ракет и ракет-носителей космических аппаратов. МКБ «Факел» являлось головным предприятием по разработке зенитных ракет, включая ракеты для зенитных ракетных комплексов С-75 «Двина», 9К33 «Оса», С-125, С-200, С-300 и других. НПО им. Лавочкина занималось разработкой ракет класса «земля-воздух» и «воздух-воздух», крылатых ракет и широкого спектра космических аппаратов, в том числе лунохода. Кроме военно-космического направления в городе развивалось направление по разработке лесозаготовительной техники. Головным институтом считался ЦНИИМОД, затем ЦНИИМЭ (Московская 21).
В 1970-е годы в микрорайоне Левобережный, рядом с Московским государственным институтом культуры, было построено 9-этажное здание филиала Ленинской библиотеки (отделы газет, диссертаций и не пользующейся спросом литературы). В микрорайоне Новогорск находится головной ВУЗ МЧС — Академия гражданской защиты МЧС России.
В 1984 году постановлением Совета Министров РСФСР значительная часть территории Химкинского района была передана Москве, включая земли вокруг Куркино, Молжаниновки и Ново-Подрезково. В результате этого Химкинский район оказался разделённым на две части территорией Москвы.

### Постсоветский период
Исчерпание свободных и удобных для нового строительства площадей в Москве и охвативший Москву транспортный коллапс привели на рубеже XX—XXI веков к выводу в ближнее Подмосковье, в том числе на территорию Химок, большого числа офисов, представительств и прочих объектов различных коммерческих компаний. С начала 2000-х годов Химки, как и другие пригороды Москвы, являются районом массовой жилой застройки. Побочным результатом этого стал транспортный коллапс на Ленинградском шоссе, связывающем Химки с Москвой.
В 2004 году происходило объединение населённых пунктов Химкинского района. Так 19 июля дачный посёлок Фирсановка и деревня Усково были присоединены к городу Сходня; а посёлок Новогорск, деревня Кирилловка, посёлок подсобного хозяйства «Сходня», деревня Филино — к рабочему посёлку Новоподрезково; деревни Яковлево, Трахонеево и Свистуха были включены в состав деревни Клязьма; деревня Терехово — в состав деревни Ивакино; дачный посёлок Старбеево и деревня Вашутино были включены в состав города Химки.
9 августа 2004 года рабочий посёлок Новоподрезково был присоединён к городу Сходня, а деревни Ивакино и Клязьма к городу Химки.
С 15 сентября 2004 года город Сходня вошёл в состав города Химки. В итоге после упразднения Химкинского района и образования городского округа Химки в 2005 году город Химки остался единственным населённым пунктом в составе этого муниципального образования.
В последние годы город стал известен своим движением за сохранение Химкинского леса. В ходе конфликта вокруг Химкинского леса произошёл ряд событий, широко освещавшихся в СМИ, в частности, нападение на Константина Фетисова, в результате которого были задержаны и осуждены сотрудники администрации города.
28 июля 2010 года здание мэрии города Химки подверглось акту вандализма, которое совершила группа молодых людей, считающихся одними из противников вырубки химкинского леса.
1 января 2023 года городскому округу Химки из состава городского округа Солнечногорск были переподчинены 36 населённых пунктов бывших Кутузовского и Лунёвского сельских поселений (кроме деревни Покров).

## Население
| 1852     | 1859     | 1890     | 1926     | 1939     | 1959     | 1962     | 1967     | 1970     |
| -------- | -------- | -------- | -------- | -------- | -------- | -------- | -------- | -------- |
| 158      | ↘154     | ↗233     | ↗2876    | ↗23 092  | ↗47 800  | ↗51 000  | ↗70 000  | ↗85 000  |
| 1975     | 1976     | 1979     | 1982     | 1985     | 1986     | 1987     | 1989     | 1990     |
| ↗108 000 | →108 000 | ↗117 974 | ↗121 000 | ↗128 000 | ↘127 000 | ↗128 000 | ↗132 902 | ↗136 000 |
| 1991     | 1992     | 1993     | 1994     | 1995     | 1996     | 1997     | 1998     | 1999     |
| →136 000 | ↘135 000 | →135 000 | →135 000 | ↗136 000 | ↘135 000 | ↘133 000 | ↗135 000 | ↘133 500 |
| 2000     | 2001     | 2002     | 2003     | 2004     | 2005     | 2006     | 2007     | 2008     |
| ↗133 700 | ↗135 800 | ↗141 000 | →141 000 | ↗142 100 | ↗179 700 | ↗180 100 | ↗181 000 | ↗183 600 |
| 2009     | 2010     | 2011     | 2012     | 2013     | 2014     | 2015     | 2016     | 2017     |
| ↗186 272 | ↗207 425 | ↘207 100 | ↗215 462 | ↗221 084 | ↗225 678 | ↗232 066 | ↗239 967 | ↗244 668 |
| 2018     | 2019     | 2020     | 2021     | 2023     | 2024     |          |          |          |
| ↗250 688 | ↗254 748 | ↗259 550 | ↘257 128 | ↘257 006 | ↘256 684 |          |          |          |

На 1 января 2025 года по численности населения город находился на 77-м месте из 1124 городов Российской Федерации.
Национальный состав
По итогам переписи населения 2020 года проживали следующие национальности (национальности менее 0,1 % и другое, см. в сноске к строке «Другие»):
| Национальность | Численность, чел. | Доля     |
| -------------- | ----------------- | -------- |
| Русские        | 151 241           | 58,82 %  |
| Армяне         | 2855              | 1,11 %   |
| Татары         | 1845              | 0,72 %   |
| Украинцы       | 1331              | 0,52 %   |
| Таджики        | 951               | 0,37 %   |
| Узбеки         | 719               | 0,28 %   |
| Киргизы        | 695               | 0,27 %   |
| Азербайджанцы  | 586               | 0,23 %   |
| Белорусы       | 550               | 0,21 %   |
| Чуваши         | 352               | 0,14 %   |
| Грузины        | 316               | 0,12 %   |
| Молдаване      | 301               | 0,12 %   |
| Другие         | 95 386            | 37,09 %  |
| Итого          | 257 128           | 100,00 % |

## Религия
- Старейшая церковь Химок — Храм Петра и Павла, упоминание о котором встречается в приходных книгах Патриаршего казённого приказа за 1670 год. В 1734 году из-за ветхости церкви был выстроен новый деревянный храм, а в 1822 году началось строительство каменного храма.
- В микрорайоне Клязьма-Старбеево расположена Церковь Успения Пресвятой Богородицы, история которой берёт начало в 1764—1766 годах. Сначала это была небольшая деревянная церковь, а в 1877 году началось возведение каменного храма.
- В 2007 году в микрорайоне Левобережный построена церковь Новомучеников и исповедников российских[83][84] Русской православной церкви.
- В микрорайоне Новые Химки воздвигнут православный Храм Богоявления Господня. Рядом с Богоявленским храмом расположена часовня в честь иконы Божией Матери «Всех скорбящих Радость». Она посвящена памяти погибших при ликвидации аварии на Чернобыльской АЭС, в локальных войнах и техногенных катастрофах.
- В Химках также есть церковь ЕХБ «На Бутаковском заливе» и церковь ХВЕ «Святой Троицы»

## Власть и политика

### Органы местного самоуправления
- Совет депутатов городского округа Химки — Московская ул., 15
- Глава городского округа Химки — Московская ул., 15
- Администрация городского округа Химки — Московская ул., 15; ул. Калинина, 4

### Судебная власть и правоохранительные органы
- Химкинская городская прокуратура — ул. Маяковского, 30
- Химкинский городской суд Московской области — Ленинградская ул., 13Б
- Мировые судьи — Спартаковская ул., д. 1, д. 3/8

### Политика
До 2001 года главой Химкинского района был Юрий Кораблин, а вице-главой — Сергей Криворотенко. В 2001 году Кораблин стал депутатом Московской областной Думы, а его пост автоматически занял вице-глава. В отличие от других муниципальных образований Подмосковья, устав Химкинского района чётко предусматривал такой вариант.
В сентябре 2003 года Сергей Криворотенко скрылся из администрации. В дальнейшем против него было возбуждено уголовное дело, а 25 июля 2006 года он был арестован и вскоре осуждён.
На выборах 7 декабря 2003 года на пост главы Химкинского района был избран Владимир Стрельченко (набрал 20,02 % голосов (15 085 человек)), вице-главы — предприниматель Игорь Белоусов. Поддержку Стрельченко на выборах оказывал губернатор Московской области Борис Громов. Второй кандидат Евгений Артамонов набрал 16,82 % голосов (12 672 человека).
На выборах 2009 года на пост главы городского округа Химки был повторно избран Владимир Стрельченко (50,48 % голосов (27 443 человека)). Игорь Белоусов также участвовал в выборах и набрал 22,81 % (12 401 голос).
15 августа 2012 года Владимир Стрельченко через официальный сайт Администрации города сообщил, что подал в отставку с 17 августа 2012 года. Эту информацию подтвердили в Администрации губернатора Московской области. «Он написал заявление об отставке по собственному желанию», — сообщила ИТАР-ТАСС советник губернатора по информационным вопросам Мария Китаева. Заявление было написано после беседы Стрельченко с Сергеем Шойгу. Одной из причин отставки Владимира Стрельченко стало появление компромата на сайте «Химкиликс».
17 августа 2012 года исполняющим обязанности Главы городского округа Химки был назначен первый заместитель Главы Администрации Олег Шахов, занявший эту должность всего лишь на два дня ранее — 15 августа 2012 года. До этого Шахов работал первым заместителем губернатора Тульской области. Победив на выборах, прошедших 14 октября 2012 года, кандидата от оппозиции Евгению Чирикову, он стал Главой городского округа.
В ноябре 2014 года Олега Шахова обвинили в мошенничестве на 22 млн руб., после чего он написал заявление об отставке с поста главы городского округа, которое было удовлетворено Советом депутатов городского округа.
14 ноября 2014 года депутаты Совета депутатов городского округа Химок выбрали Александра Дряннова новым Главой городского округа.
10 ноября 2014 года — Владимир Слепцов назначен и. о. главы администрации Химок, а в декабре того же года был утверждён в должности руководителя администрации округа.
2 августа 2016 года главой городского округа Химки назначен Владимир Витальевич Слепцов.
22 сентября 2016 года Владимир Слепцов подал в отставку по собственному желанию. Временно исполняющим обязанности Главы городского округа назначен первый заместитель руководителя администрации Дмитрий Волошин.
В декабре 2016 года решением Совета депутатов Дмитрий Волошин был избран главой городского округа Химки.
 Партии 
Совет депутатов городского округа Химки состоит из шести партий: «Единая Россия», КПРФ, ЛДПР, «Справедливая Россия», «Яблоко» и «Родина».
Секретарь местного отделения Партии «Единая Россия» — Волошин Дмитрий Владимирович.
Первый секретарь химкинского городского отделения КПРФ — Перфилов Алексей Михайлович.
Координатор Химкинского отделения ЛДПР — Ковтун Николай Васильевич.
Председатель Химкинского отделения «Справедливая Россия» — Хорсев Михаил Викторович.

## Символика

### Герб Химок
Герб города (и района) официально утверждён районным Советом депутатов Химкинского района 5 февраля 1999 года (№ 19/2). Герб внесён в Государственный геральдический регистр под № 425.
Описание герба:

В чёрном поле золотой скачущий крылатый Кентавр, держащий в распростёртых руках лук и стрелу и сопровождаемый в круг — во главе, в окончании, по сторонам и в каждом из углов, кроме левого верхнего, золотыми звёздами о четырёх, простёртых накрест.
В гербе района языком аллегорий отражена история развития центра района — города Химки. Кентавр со времён вавилонской и египетской культур символизирует единение разума человека, стремящегося к познанию неведомого и преодолению преград, с природными силами. Кентавр широко использовался в греческой античной литературе, а из неё перешёл в русскую с принятием христианства под именем Китоврас. Крылатый Кентавр, устремлённый вверх в окружении золотых звёзд, символизирует освоение космоса, что соответствует истории рождения города, возникшего вместе с предприятиями авиационно-космического комплекса. Именно в Химках родились и осуществлены многие космические проекты. Чёрный цвет поля соответствует цвету космоса и дополняет содержание герба. Золото — символ доблести, справедливости, богатства и великодушия.

### Флаг Химок
Флаг утверждён 2 сентября 2004 и внесён в Государственный геральдический регистр Российской Федерации под номером 1508. Он представляет собой прямоугольное полотнище, разделённое по диагонали на две части — чёрную и золотую. В чёрной части полотнища — фигуры из герба, изображённые жёлтым цветом — крылатый кентавр и семь звёзд.

### Гимн Химок
Гимн Химок впервые прозвучал на день города — 9 сентября 2013 года в исполнении певицы Людмилы Минченко и заслуженного артиста России Василия Пьянова. Слова для композиции написал профессор, заслуженный артист РФ, член союза театральных деятелей России (СТД РФ), ветеран труда Андрей Борисович Моргунов, а музыку — выпускник Московской консерватории, молодой композитор Денис Дронов.

## Экономика

### Промышленность
- НПО «Энергомаш» имени академика В. П. Глушко — разработка и выпуск ракетных двигателей большой мощности, в том числе РД-180, поставляемых в США для первой ступени РН Атлас-5.
- МКБ «Факел» имени академика П. Д. Грушина — разработка зенитных ракетных систем.
- Научно-производственное объединение имени С. А. Лавочкина — разработка непилотируемых средств и космических аппаратов исследовательского и оборонного назначения.

### Строительство
Химки — один из самых застраиваемых районов Подмосковья. По итогам 2016 года Химки стали первыми в рейтинге муниципалитетов Московской области по вводу строительных объектов. В 2016 году здесь было введено 390 тысяч м² жилья. На начало 2017 года в стадии строительства находятся 28 жилых комплексов.

### Торговля
В 2000 году в городе открылся первый в России магазин крупнейшего в мире мебельного ретейлера IKEA, который впоследствии стал частью торгового комплекса Мега. К 2005 году химкинский комплекс МЕГА являлся крупнейшим на тот момент торговым центром России и включал в себя гипермаркет французской торговой сети Auchan, строительный магазин OBI, магазины сетей Калинка-Стокман, М.Видео и десятки других магазинов и предприятий обслуживания.
До 2022 года в городе работали магазины торговых сетей: IKEA, Мега, Auchan, ОБИ, Калинка-Стокман, Лига (Ростикс, Спортмастер, Карусель — ex: Перекрёсток, Снежная королева), М.Видео, Му-му, Монетка, Пятёрочка, Рольф, Гранд, Эльдорадо, Евросеть, Leroy Merlin, Магнит, Азбука вкуса.

### Связь
Фиксированные услуги связи предоставляют следующие операторы: «Ростелеком» — Домолинк™, «Центел» — Qwerty™, «Евразия Телеком Ру», «Комкор», «ЛайфЛинк», «Кантри Телеком», «БИГ Телеком», «Инфолайн», «Облтелеком», «Телинком», «Телекор», «Билайн», «Миграф», «МОИКС», «Связь Сервис Интернешнл», «Диджитал Нетворк», «ТелинТел».
Услуги мобильной связи представляют операторы: МТС, МегаФон, Билайн, Теле2, Скай Линк, Yota.

### Энергетика
На территории городского округа Химки расположены следующие энергетические объекты:
- ПС-156 «Химки»
- ПС-444 «Бутаково»
- ПС-455 «Лобаново»
- ПС-671 «Старбеево»
- ПС-688 «Планерная»
- ПС-800 «Аэропорт»
- ПС-840 «Омега»

#### Альтернативная энергетика
В январе 2017 объявлено о проекте по созданию «Центра альтернативной энергетики». Центр будет создан на базе дилерского центра Юнисоо в рамках государственно-частного партнёрства между компанией Unisaw Group и администрацией городского округа Химки. Проект рассчитан на 3 года. В разработке проекта центра принимает участие Борис Уборевич-Боровский и архитектурная студия UBdesign.

## Транспорт
Через город проходит автомагистраль Москва — Санкт-Петербург М10 E 105 Москва — Санкт-Петербург и Главный ход Октябрьской железной дороги (Санкт-Петербург — Москва) с пятью остановочными пунктами:
- платформа Левобережная
- станция Химки
- платформа Подрезково
- станция Сходня
- платформа Фирсановская

Кроме того, через Химкинский лес начата прокладка новой скоростной трассы Москва — Санкт-Петербург, вызвавшая бурные споры и акции протеста экологов. 26 августа 2010 года Медведев поручил приостановить строительство трассы. 23 декабря 2014 года был открыт для движения пролегающий по Химкинскому лесопарку участок трассы до аэропорта Шереметьево.
Город соединён автобусным и троллейбусным сообщением с Москвой.
Городская черта города Химки окружает территорию аэропорта Шереметьево c одноимённой железнодорожной станцией Савёловского направления.

### Железнодорожный
Октябрьская железная дорога, проходящая через город и территорию городского округа Химки, связывает Химки с такими городами, как Москва (вкл. Зеленоградский АО), Солнечногорск, Клин, Тверь, Конаково.
Главные железнодорожные «ворота» города — станция Химки. Здесь останавливаются как регулярные электропоезда пригородного направления Октябрьской железной дороги, так и скоростные электропоезда Ласточка, следующие в Зеленоград и Тверь.

### Городской

#### Троллейбус
Город является одним из трёх населённых пунктов Московской области, имеющим троллейбусную систему (вместе с Подольском и Видным). Движение троллейбусов открыто в 1997 году. В настоящее время эксплуатируются 3 маршрута троллейбуса — № 1 от улицы Дружбы до стадиона «Родина» № 202 от улицы Дружбы до станции метро «Планерная» и № 203 от стадиона «Родина» до станции метро «Планерная». Движение обслуживает МУП «Химкиэлектротранс».

#### Автобус
По территории города осуществляют движение как внутригородские и пригородные маршруты, так и междугородние (в другие города и районы области, в Москву, а также маршруты, проходящие из других городов в столицу). Автобусные маршруты по городу Химки обслуживают предприятия ГУП «Мосгортранс» (11-й, 15-й автобусные парки и Зеленоградский автокомбинат), ГУП МО «Мострансавто» (филиалы Автоколонна № 1786 г. Химки, Долгопрудненское ПАТП, Солнечногорское ПАТП, Автоколонна № 1792 г. Клин, а также другие филиалы, чьи маршруты следуют по Ленинградскому шоссе в Москву). С начала 2019 года многие маршруты, обслуживаемые ГУП МО «Мострансавто», были переданы сторонним транспортным компаниям (в частности, ООО «СтарТранс»).

## Образование

### Средние профессиональные образовательные заведения
- филиал «Ракетно-космическая техника» Московского авиационного института (с 2008 года, в 2011 года присоединён Химкинский техникум космического энергомашиностроения)
- колледж «Подмосковье» (корпуса 8 и 9), к которому присоединены Химкинский техникум межотраслевого взаимодействия (ул. Берёзовая аллея, д. 1) и Профессиональное училище (ПУ) № 120, готовившее поваров и администраторов гостиниц (Юбилейный проспект, д. 59).

### Высшие учебные заведения
- государственные
  - Московский государственный институт культуры (МГИК) — Химки, ул. Библиотечная, 7 (Левобережье)
  - Академия гражданской защиты МЧС России — Химки, микрорайон Новогорск
- негосударственные
  - Российская международная академия туризма — Химки, мкр-н Сходня, ул. Октябрьская, 10 и ул. Горького, 7

## Культура

### Театры
Химкинский драматический театр «Наш дом» — ул. Калинина, 2 (основная сцена) и ул. Маяковского, 22 (малая сцена)
Театр-студия «Шаги» — Ленинградская ул., стр. 21 (камерный зал).
Молодёжный театр «В!Смысле» — Ленинский пр., 2а (ДК «Родина»).

### Библиотеки
- Филиал Российской государственной библиотеки, где хранятся диссертации, которые были защищены в СССР и России, а также газеты России и СССР. Находится по адресу Химки, мкрн. Левобережный, ул. Библиотечнная, д. 15
- Центральная городская библиотека, Старые Химки, ул. Калинина, д.13

## Архитектура и достопримечательности

### Памятники
Старые Химки: 
- Обелиск «Отстоявшим Отчизну». Находится на Проспекте Мира. Представляет собой стелу из космического титана с горящим у её подножия Вечным огнём. Открыт в 1965 году, в год 20-летия Победы в Великой Отечественной войне. Мемориал создан авторским коллективом НПО «Энергомаш» имени В. П. Глушко.
- Мемориал «Химчанам, отдавшим жизнь за Родину в 1941—1945 гг», открыт в 2015 г. Находится на площади Победы напротив Обелиска «Отстоявшим Отчизну». В центральной части мемориала расположена стела из чёрного мрамора с названием мемориала, рядом плиты, стоящие на едином постаменте, на которых увековечены 2400 фамилий химчан, погибших в 1941—1945 годах. автор скульптор Бурганов И.А.

- Воинский мемориал — монумент в память шести советским лётчикам, героям Великой Отечественной войны. Находится возле НПО имени С. А. Лавочкина (ул. Ленинградская д.24).
- Памятник В. И. Ленину с гранитной площадью. Находится напротив городской администрации, перед парадным входом. Приурочен к 100-летию со дня рождения Ленина. Установлен в 1969 году, реконструирован в 1986 году.
- Памятник лётчику-испытателю В. П. Чкалову. Находится на пересечении Ленинского проспекта и ул. Чкалова. Установлен в 1955 году.
- Памятник Зое Космодемьянской. Находится на улице Зои Космодемьянской, на пересечении со Спартаковской улицей. Памятник установлен 29 сентября 2011 г.
- Памятник Льву Николаевичу Толстому. Находится в Парке культуры и отдыха им. Льва Николаевича Толстого.
- Памятник популярному рэп исполнителю Михею, прожившему в Химках более 3-х лет[95].

 Новые Химки: 
- Мемориал «Противотанковые ежи». Находится на 23-м километре Ленинградского шоссе, был воздвигнут в декабре 1966 года в честь четырёх московских и одной иваново-вознесенской рабочих дивизий, которые в 1941 году держали рубежи на случай прорыва обороны Западного фронта.
- Монумент «Сестра милосердия». Находится в сквере им. Марии Рубцовой. Скульптура представляет собой медсестру, которая держит на коленях раненого бойца. Памятник открыт 8 мая 2005 г.
- Памятники самолёту Ла-7 — советскому одномоторному одноместному истребителю-моноплану. Находится на улице 9 мая (Сквер им. Марии Рубцовой). Мемориал сооружён администрацией г. о. Химки в подарок труженикам тыла, при участии НПО им. Лавочкина и химкинского СМУ МОИС-1. Открыт и освящён 7 мая 2007 г.
- Памятник героям необъявленных войн. Посвящён памяти воинам подразделений специального назначения, погибших в локальных конфликтах и войнах. Установлен в сквере имени Марии Рубцовой. В центральной части мемориала расположен памятник с расправившим крылья орлом на вершине. В клюве у орла находится автомат. На самой колонне увековечены две тысячи фамилий погибших на полях сражений солдат.

 Микрорайон Сходня: 
- Памятник Отстоявшим отчизну (Скорбящая мать). Находится на ул. Пушкина. Открыт 9 мая 1966 г., в 2007—2008 годах реставрирован, вновь открыт 9 мая 2008 г.
- Памятник воинам-защитникам в виде постамента с легендарным танком Т-34. Находится в парке им. Величко на Аллее славы. Открыт 30.11.2007.

Микрорайон Левобережный:
- Памятник военным врачам и медсёстрам. Открылся в феврале 2016 года на территории Московского государственного института культуры, где в годы войны располагался военный госпиталь. Скульптурная композиция, которая состоит из фигур врача и медсестры, провожающих вылечившегося бойца, была создана на народные пожертвования[96].

## Города-побратимы
- Гродно, Беларусь
- Кемер, Турция